# HyShot
Le HyShot est un projet de recherche du centre pour les hypersoniques de l'Université du Queensland en Australie, dont le but a été de démontrer la possibilité de la combustion supersonique sous certaines conditions de vol et de comparer les résultats avec les expérimentations du tunnel de choc.
Le projet a utilisé le lancement d'un superstatoréacteur conçu par la compagnie britannique QinetiQ.
Le prototype a battu le record de vitesse le 30 octobre 2001, avec un statoréacteur monté sur une puissante fusée-sonde à deux étages, la Terrier-Orion. La vitesse atteinte a été de plus de Mach 7 pendant environ 5 secondes.